# Nederlandse voetbalkampioenen 2018/19
Dit is de lijst van Nederlandse voetbalkampioenen van het seizoen 2018/19.
Bij de mannen betreft het de kampioenen van de veldvoetbalcompetities voor de standaardelftallen, zijnde de beide profcompetities, de Tweede divisie en 176 competities in de zaterdag- en zondagafdeling van het amateurvoetbal (respectievelijk 75 en 101) van de Derde divisie tot en met de Vijfde klasse. Voor de Derde- en Vierde klasse zondag in het KNVB-district West-II gold het seizoen 2018/19 als een overgangsseizoen, hiervan zijn de poulewinnaars weergegeven.
Bij de vrouwen betreft het de landskampioen in de Eredivisie en de 38 kampioenen van de Topklasse, Hoofdklasse en de Eerste klasse op landelijk niveau en de Tweede- en Derde klasse op districtsniveau. In de Derde klasse waren dit seizoen zeven competities meer (vijf in het zater- en twee in het zondagvoetbal) ten opzichte van vorig seizoen als gevolg van vrije inschrijving vanaf dit seizoen.
In Oost zondag 2J eindigden drie clubs bovenaan met het zelfde puntentotaal en in zeventien van de bovengenoemde competities eindigden twee clubs bovenaan met het zelfde puntentotaal, de titel in al deze achttien competities kon op basis van het doelsaldo worden toegekend, in plaats van een beslissingswedstrijd zoals tot 2016/17 nog gebruikelijk was.

## Mannen
In de Eredivisie werd de kampioensschaal dit seizoen na afloop van de 34e speelronde uitgereikt. AFC Ajax, vanaf speelronde 29 koploper, behaalde de landstitel, de eerste volgend op die van het seizoen 2013/14. De landstitel werd hiermee voor de 34e keer gewonnen. Het was voor Ajax de 26e titel in de eredivisie. In de Eerste divisie (Keuken Kampioen Divisie) werd FC Twente kampioen en promoveerde daarmee meteen na hun degradatie in het vorige seizoen direct terug naar de Eredivisie. Twente kwam hiermee voor hun derde periode in de hoogste divisie terecht. De eerste periode begon in 1965/66 toen het in de plaats kwam van Sportclub Enschede en duurde achttien seizoenen. De tweede periode ving aan in 1984/85 na een seizoen in de Eerste divisie en duurde 34 seizoenen. In het derde seizoen van de Tweede divisie werd AFC kampioen.
De zondagclubs SV Dalfsen (Oost 4H-Noord 3C-2L), SDZ (West-I 4E-3C-2B) en WKE '16 (Noord, 5E-4D-3C) behaalden voor het derde opeenvolgdende seizoen het klassekampioenschap. In de zaterdagafdeling van het amateurvoetbal werden vv Noordwijk (landelijk HA-3e divisie), SC Elim (Noord 4E-3D), ZVV Be Quick (Oost 4E-3A), PH Almelo (Oost 4D-3D), SV Wateringse Veld Kranenburg (West-II 4D-3B), ASV Arkel (Zuid-I 4D-3C), VV Sneek Wit Zwart (Noord 5A-4A), Velocitas 1897 (Noord 5D-4C) en in de zondagafdeling VV Gruno (Noord 4B-3A), VENO (Noord 4E-3D), HBC (West-I 4E-3C), Theole (Zuid-I 4E-West-I 3D) en RKPVV (Zuid-II 5F-4F) voor het tweede opeenvolgende jaar kampioen in hun competitie.

### Landelijk
| Competitie     | Zaterdag      | Zondag           |
| -------------- | ------------- | ---------------- |
| Eredivisie     | AFC Ajax      | AFC Ajax         |
| Eerste divisie | FC Twente     | FC Twente        |
| Tweede divisie | AFC           | AFC              |
| Derde divisie  | vv Noordwijk  | Jong FC Volendam |
| Hoofdklasse A  | Ter Leede     | DEM              |
| Hoofdklasse B  | Excelsior '31 | RKSV Groene Ster |

### Zaterdagclubs
N.B. Clubs gemarkeerd met * eindigden met een gelijkpuntentotaal met de nummer-2.
| West I | West I                | West II | West II                       | Zuid I | Zuid I                 | Oost | Oost            | Noord | Noord               |
| C.     | Kampioen              | C.      | Kampioen                      | C.     | Kampioen               | C.   | Kampioen        | C.    | Kampioen            |
| ------ | --------------------- | ------- | ----------------------------- | ------ | ---------------------- | ---- | --------------- | ----- | ------------------- |
| 1A     | DHSC                  | 1B      | VV Rijsoord                   | 1C     | Sportlust '46          | 1D   | NSC Nijkerk     | 1E    | HZVV                |
|        |                       |         |                               |        |                        |      |                 |       |                     |
| 2A     | VV Monnickendam       | 2C      | Voorschoten '97 *             | 2E     | VV Terneuzense Boys    | 2G   | VV Woudenberg   | 2I    | Leeuwarder Zwaluwen |
| 2B     | FC De Bilt            | 2D      | Neptunus-Schiebroek           | 2F     | Nivo Sparta *          | 2H   | DOS Kampen *    | 2J    | VV Pelikaan-S       |
|        |                       |         |                               |        |                        |      |                 |       |                     |
| 3A     | HBOK                  | 3A      | VV Van Nispen                 | 3A     | VV 's-Heer Arendskerke | 3A   | ZVV Be Quick    | 3A    | FC Wolvega          |
| 3B     | VV Kagia              | 3B      | SV Wateringse Veld Kranenburg | 3B     | VV Wieldrecht *        | 3B   | ASC Nieuwland * | 3B    | VV Zwaagwesteinde   |
| 3C     | VV Maarssen           | 3C      | SV Charlois                   | 3C     | ASV Arkel              | 3C   | ZAC             | 3C    | VV Zuidhorn *       |
| 3D     | CDW                   | 3D      | FC Binnenmaas                 | 3D     | VV Sleeuwijk           | 3D   | PH Almelo       | 3D    | SC Elim *           |
|        |                       |         |                               |        |                        |      |                 |       |                     |
| 4A     | ASV De Flamingo's '64 | 4A      | SV Aarlanderveen              | 4A     | VV Lewedorpse Boys *   | 4A   | DVE-Trajanus    | 4A    | VV Sneek Wit Zwart  |
| 4B     | ADO '20               | 4B      | SV Gouda                      | 4B     | SV Duiveland           | 4B   | VV Stroe        | 4B    | VV Rottevalle *     |
| 4C     | Olympia Haarlem       | 4C      | VV Ariston '80                | 4C     | ONI                    | 4C   | VV Zeewolde     | 4C    | Velocitas 1897      |
| 4D     | GeuzenMiddenmeer      | 4D      | SV Loosduinen                 | 4D     | MVV '58                | 4D   | HTC             | 4D    | FC Zuidlaren        |
| 4E     | RKSV RODA '23         | 4E      | VFC                           |        |                        | 4E   | SP Eefde        | 4E    | CSVC                |
| 4F     | SC 't Gooi            | 4F      | VV Nieuwerkerk                |        |                        | 4F   | AJc '96         |       |                     |
| 4G     | USV Hercules          | 4G      | SV BZC/Zuiderpark *           |        |                        |      |                 |       |                     |
| 4H     | CVV Vriendenschaar    | 4H      | FC Vlotbrug                   |        |                        |      |                 |       |                     |
|        |                       |         |                               |        |                        |      |                 |       |                     |
|        |                       |         |                               |        |                        |      |                 | 5A    | HJSC                |
|        |                       |         |                               |        |                        |      |                 | 5B    | VV Ternaard         |
|        |                       |         |                               |        |                        |      |                 | 5C    | Friese Boys         |
|        |                       |         |                               |        |                        |      |                 | 5D    | Lycurgus            |
|        |                       |         |                               |        |                        |      |                 | 5E    | VV Wildervank       |
|        |                       |         |                               |        |                        |      |                 | 5F    | SV Mussel           |

### Zondagclubs
Voor de Derde- en Vierde klasse in het KNVB-district West-II gold het seizoen 2018/19 als een overgangsseizoen. De poulewinnaars zijn weergegeven.
N.B. Clubs gemarkeerd met * eindigden met een gelijkpuntentotaal met de nummer-2, met ** met de nummers-2 en 3.
| West I | West I          | West II | West II        | Zuid I | Zuid I               | Zuid II | Zuid II          | Oost | Oost               | Noord | Noord                |
| C.     | Kampioen        | C.      | Kampioen       | C.     | Kampioen             | C.      | Kampioen         | C.   | Kampioen           | C.    | Kampioen             |
| ------ | --------------- | ------- | -------------- | ------ | -------------------- | ------- | ---------------- | ---- | ------------------ | ----- | -------------------- |
| 1A     | RKVV Velsen     | 1B      | VOC            | 1C     | SV Juliana '31       | 1D      | EHC              | 1E   | Longa '30          | 1F    | VV Emmen             |
|        |                 |         |                |        |                      |         |                  |      |                    |       |                      |
| 2A     | VV De Zouaven   | 2C      | TAC '90        | 2E     | Unitas '30           | 2G      | BSV Limburgia    | 2I   | SV Orion           | 2K    | VV Roden             |
| 2B     | SDZ             | 2D      | TOGB           | 2F     | FC Eindhoven AV      | 2H      | RKVV Erp         | 2J   | Voorwaarts T **    | 2L    | SV Dalfsen           |
|        |                 |         |                |        |                      |         |                  |      |                    |       |                      |
| 3A     | SV Kleine Sluis |         |                | 3A     | RKVV Roosendaal      | 3A      | Sporting Heerlen | 3A   | GVV Eilermark      | 3A    | VV Gruno *           |
| 3B     | Vitesse '22 *   |         |                | 3B     | DESK                 | 3B      | LHC              | 3B   | Wijhe '92          | 3B    | VV Annen             |
| 3C     | HBC             | 3HA     | FC IJsselmonde | 3C     | SvSSS                | 3C      | NWC              | 3C   | MASV               | 3C    | WKE '16              |
| 3D     | Theole          | 3HB     | VV Wilhelmus   | 3D     | Sparta '25           | 3D      | Olympia '18      | 3D   | DIO '30            | 3D    | VENO                 |
|        |                 |         |                |        |                      |         |                  |      |                    |       |                      |
| 4A     | DWOW            | 3LA     | SJZ *          | 4A     | VV STEEN             | 4A      | SV Haslou        | 4A   | BVV Borne          | 4A    | VV Oranje Zwart      |
| 4B     | RKVV Saenden    | 3LB     | WVC            | 4B     | DSE                  | 4B      | KVC Oranje       | 4B   | TVO                | 4B    | VV Surhuisterveen    |
| 4C     | KSV             | 3LC     | SV Bernardus   | 4C     | VV Be Ready *        | 4C      | VV Born          | 4C   | VVG '25            | 4C    | VV Actief            |
| 4D     | SV Spaarnwoude  | 3LD     | RCD            | 4D     | SV CHC               | 4D      | SVC 2000         | 4D   | DVV                | 4D    | HOC                  |
| 4E     | AVV Swift       | Q1      | SV DIOS        | 4E     | DSC                  | 4E      | RKSVO            | 4E   | Groesbeekse Boys   | 4E    | HODO                 |
| 4F     | VSV Vreeswijk   | Q2      | SV Donk        | 4F     | VV Hoogeloon         | 4F      | RKPVV            | 4F   | SC Brummen         |       |                      |
|        |                 | Q3      | VV Wilhelmus   |        |                      | 4G      | FCV              | 4G   | DSC                |       |                      |
|        |                 | Q4      | VV Dubbeldam   |        |                      | 4H      | Hapse Boys       |      |                    |       |                      |
|        |                 |         |                |        |                      | 4I      | VV Nijnsel       |      |                    |       |                      |
|        |                 |         |                |        |                      |         |                  |      |                    |       |                      |
| 5A     | SV Oosterend    |         |                | 5A     | RKVV Nieuw Borgvliet | 5A      | FC Gulpen        | 5A   | AVC La Première    | 5A    | VV Hoonhorst         |
| 5B     | SSV             |         |                | 5B     | PCP                  | 5B      | RKUVC            | 5B   | SP Neede           | 5B    | SC Joure             |
| 5C     | HFC Heemstede   |         |                | 5C     | VV Riel              | 5C      | SVH'39           | 5C   | VV Etten           | 5C    | SV Donkerbroek       |
| 5D     | WV-HEDW         |         |                | 5D     | MEC '07              | 5D      | SV United *      | 5D   | RVW                | 5D    | VV Farmsum           |
|        |                 |         |                | 5E     | VV Riethoven         | 5E      | HVV Helmond      | 5E   | Aquila             | 5E    | SC Zwartemeerse Boys |
|        |                 |         |                |        |                      | 5F      | SCV '58          | 5F   | SC Doesburg        |       |                      |
|        |                 |         |                |        |                      |         |                  | 5G   | Sportclub Deventer |       |                      |

## Vrouwen
De vrouwen van FC Twente behaalden voor de zesde keer de landstitel, de eerste werd in 2011 behaald, de andere vier opeenvolgend van 2013-2016. DTS Ede won voor de tweede keer de titel in de Topklasse, hoogste amateurklasse bij de vrouwen.
De teams van ST Sparta/JVOZ (zaterdag 3B-2B) en RKSV De Tukkers (zondag 3H-2H) behaalden voor het tweede opeenvolgde seizoen het klassekampioenschap. In de Derde klasse zaterdag behaalden SV Kadoelen (3A), UVS (3C), FC Maense (3D), Heerenveense Boys (3J) en in de zondagafdeling VV Cabauw (3B) bij hun rentree in deze klasse het klassekampioenschap. Ook de debutanten VV Sparta Nijkerk (zaterdag 3G), Be Quick '28-4 (zaterdag 3L), ST Were Di/FC Tilburg (zondag 3E) en GVV Eilermark (zondag 3J) werden meteen kampioen. Voor Kadoelen, Maense en Heerenveense Boys, Cabauw en Eilermark was het hun tweede opeenvolgde klassekampioenschap.

### Landelijk
N.B. Clubs gemarkeerd met * eindigden met een gelijkpuntentotaal met de nummer-2.
| Eredivisie    | Eredivisie    | FC Twente     |               |             |               |
|               |               |               |               |             |               |
| Topklasse     | Topklasse     | DTS Ede       |               |             |               |
| Zaterdagclubs | Zaterdagclubs | Zaterdagclubs | Zondagclubs   | Zondagclubs | Zondagclubs   |
| Competitie    | Competitie    | Kampioen      | Competitie    | Competitie  | Kampioen      |
| Hoofdklasse   | A             | FC Rijnvogels | Hoofdklasse   | B           | VV Eldenia    |
|               |               |               |               |             |               |
| Eerste klasse | A             | SV Saestum-2  | Eerste klasse | C           | VV Witkampers |
| Eerste klasse | B             | SC Stiens     | Eerste klasse | D           | RKSV Nuenen   |

### Districtsniveau
N.B. Clubs gemarkeerd met * eindigden met een gelijkpuntentotaal met de nummer-2.
| Zaterdagclubs | Zaterdagclubs | Zaterdagclubs        | Zondagclubs   | Zondagclubs  | Zondagclubs               |
| Competitie    | Competitie    | Kampioen             | Competitie    | Competitie   | Kampioen                  |
| ------------- | ------------- | -------------------- | ------------- | ------------ | ------------------------- |
| Tweede klasse | A (West I)    | VV Blauw Geel '55    | Tweede klasse | E (West I)   | VV Winkel                 |
| Tweede klasse | B (West II)   | ST Sparta/JVOZ *     | Tweede klasse | F (Zuid I)   | Antibarbari               |
| Tweede klasse | C (Oost)      | DZC '68              | Tweede klasse | G (Zuid II)  | UDI '19                   |
| Tweede klasse | D (Noord)     | VV Sint Annaparochie | Tweede klasse | H (Oost)     | RKSV De Tukkers           |
|               |               |                      |               |              |                           |
| Derde klasse  | 3A (West I)   | SV Kadoelen          | Derde klasse  | 3A (West I)  | RKAV Volendam             |
| Derde klasse  | 3B (West I)   | Odysseus '91-2       | Derde klasse  | 3B (West I)  | VV Cabauw                 |
| Derde klasse  | 3C (West II)  | UVS                  | Derde klasse  | 3C (West II) | SV Overbos                |
| Derde klasse  | 3D (West II)  | FC Maense            | Derde klasse  | 3D (Zuid I)  | VV Viola                  |
| Derde klasse  | 3E (Zuid I)   | IFC                  | Derde klasse  | 3E (Zuid I)  | ST Were Di/FC Tilburg     |
| Derde klasse  | 3F (Zuid I)   | VV Sleeuwijk         | Derde klasse  | 3F (Zuid II) | RKSV Wittenhorst          |
| Derde klasse  | 3G (Oost)     | VV Sparta Nijkerk    | Derde klasse  | 3G (Zuid II) | ZSV                       |
| Derde klasse  | 3H (Oost)     | SVO VVZ              | Derde klasse  | 3H (Oost)    | ST SC Westervoort/AVW '66 |
| Derde klasse  | 3I (Noord)    | SIOS                 | Derde klasse  | 3I (Oost)    | SJO Oeken/Brummen         |
| Derde klasse  | 3J (Noord)    | Heerenveense Boys    | Derde klasse  | 3J (Oost)    | GVV Eilermark             |
| Derde klasse  | 3K (Noord)    | LAC Frisia 1883      | Derde klasse  |              |                           |
| Derde klasse  | 3L (Oost)     | Be Quick '28-4       | Derde klasse  |              |                           |
| Derde klasse  | 3M (Noord)    | Asser Boys *         | Derde klasse  |              |                           |

2002/03 · 2003/04 · 2004/05 · 2005/06 · 2006/07 · 2007/08 · 2008/09 · 2009/10 · 2010/11 · 2011/12 · 2012/13 · 2013/14 · 2014/15 · 2015/16 · 2016/17 · 2017/18 · 2018/19